# جونيور بورو
جونيور بورو (بالإنجليزية: Junior Burrough)‏ مواليد 18 يناير 1973 في تشارلوت، هو لاعب كرة سلة أمريكي معتزل. لعب كرة السلة الجامعية في جامعة فرجينيا. تم اختياره من قبل فريق بوسطن سيلتكس خلال الدرافت. يحمل الرقم 5. يبلغ طوله 6 قدم 8 بوصة (2.0 م).

## روابط خارجية
- جونيور بورو على موقع إن بي أي (الإنجليزية)
- جونيور بورو على موقع سبورتس رفرنس (الإنجليزية)
- جونيور بورو على موقع كرة السلة الأوروبية.كوم (الإنجليزية)
- جونيور بورو على موقع كلية كرة السلة في سبورتس رفرنس.كوم (الإنجليزية)
- جونيور بورو على موقع ريلجم (الإنجليزية)
- جونيور بورو على موقع بروبوليرز (الإنجليزية)
- جونيور بورو على موقع سبورتس رفرنس (الإنجليزية)